# Metaeuchromius yuennanensis
Metaeuchromius yuennanensis là một loài bướm đêm trong họ Crambidae.